# Abu Mohammed al-Aafri
Abu Mohammed al-Aafri (ur. 19??, zm. 3 września 2007) – działający w Iraku bojownik organizacji terrorystycznej Al-Ka’ida.
Był organizatorem głośnego zamachu w mieście Kahtaniji w wyniku którego zginęło od 400 do 500 jezydów, 375 osób zostało rannych, a kilkadziesiąt domów uległo zniszczeniu.  Do zajścia doszło 14 sierpnia 2007, w północno-zachodniej części kraju, około 120 km na zachód od Mosulu. Kierowcy czterech ciężarówek wypełnionych dwoma tonami materiałów wybuchowych dokonali zamachów samobójczych  wjeżdżając w budynki mieszkalne. W wyniku akcji zginęło więcej osób niż podczas jakiegokolwiek innego zamachu terrorystycznego w Iraku od czasów interwencji wojsk amerykańskich w Iraku w 2003 roku.  
Zginął 3 września 2007, w wyniku amerykańskiego nalotu pod Mosulem. Informację o tym podało dowództwo armii amerykańskiej w Bagdadzie.